# Sarkinit
Sarkinit (IMA-Symbol Srk) ist ein selten vorkommendes Mineral aus der Mineralklasse der „Phosphate, Arsenate und Vanadate“ mit der chemischen Zusammensetzung Mn2[OH|AsO4] und damit chemisch gesehen ein Mangan-Arsenat mit zusätzlichen Hydroxidionen oder anders ausgedrückt ein basisches Manganarsenat. Sarkinit ist ebenso das Arsen-Analogon zum basischen Manganphosphat Triploidit.
Sarkinit kristallisiert im monoklinen Kristallsystem und entwickelt meist Kristalle mit einem dicktafeligen bis kurzprismatischen Habitus bis etwa vier Millimeter Größe mit einem fettähnlichen Glanz auf den Oberflächen. Er kommt aber auch in Form von grob kugelförmigen oder körnigen bis derben Mineral-Aggregaten vor. Das Mineral ist durchscheinend und findet sich in verschiedenen Farbvarianten von fleischrot bis dunkelblutrot über rosarot, orange bis orangebraun und braun. Im Durchlicht erscheint Sarkinit auch blassrosa bis gelb.

## Etymologie und Geschichte
Erstmals entdeckt wurde Sarkinit zusammen mit Karyopilit, Brandtit und gediegen Blei im Eisen-Mangan-Bergwerk „Harstigen“ („Harstigsgruvan“) (Koordinaten des Bergwerks Harstigen) bei Persberg (auch Pajsberg) in der zur Provinz Värmlands län beziehungsweise der historischen Provinz Värmland gehörenden Gemeinde Filipstad in Schweden.
Die Analyse und Erstbeschreibung des Minerals erfolgte 1885 durch Anton Sjögren (1822–1893), der es in Anlehnung an dessen oft blutrote Farbe und fettigem Glanz nach dem altgriechischen Wort σάρκινός [sárkinós] für „aus Fleisch bestehend“ oder „fleischig“ benannte.
Das Typmaterial des Minerals wird in der Mineralogischen Abteilung des Naturhistoriska riksmuseet (SMNH) in Stockholm unter der Katalog-Nummer 85:0216 (HT) aufbewahrt.
Da der Sarkinit bereits lange vor der Gründung der International Mineralogical Association (IMA) bekannt und als eigenständige Mineralart anerkannt war, wurde dies von ihrer Commission on New Minerals, Nomenclature and Classification (CNMNC) übernommen und bezeichnet den Sarkinit als sogenanntes „grandfathered“ (G) Mineral. Die seit 2021 ebenfalls von der IMA/CNMNC anerkannte Kurzbezeichnung (auch Mineral-Symbol) von Sarkinit lautet „Srk“.

## Klassifikation
Bereits in der veralteten 8. Auflage der Mineralsystematik nach Strunz gehörte der Sarkinit zur Mineralklasse der „Phosphate, Arsenate, Vanadate“ und dort zur Abteilung „Wasserfreie Phosphate, Arsenate und Vanadate mit fremden Anionen“, wo er gemeinsam mit Triploidit und Wolfeit in der „Triploidit-Reihe“ mit der Systemnummer VII/B.03b stand.
In der zuletzt 2018 überarbeiteten Lapis-Systematik nach Stefan Weiß, die formal auf der alten Systematik von Karl Hugo Strunz in der 8. Auflage basiert, erhielt das Mineral die System- und Mineralnummer VII/B.03-070. Dies entspricht ebenfalls der Abteilung „Wasserfreie Phosphate, mit fremden Anionen F,Cl,O,OH“, wo Sarkinit zusammen mit Hydroxylwagnerit, Joosteit, Staněkit, Triplit, Triploidit, Wagnerit,  Wolfeit und Zwieselit eine unbenannte Gruppe mit der Systemnummer VII/B.03 bildet.
Auch die von der International Mineralogical Association (IMA) zuletzt 2009 aktualisierte 9. Auflage der Strunz’schen Mineralsystematik ordnet den Sarkinit in die Klasse der „Phosphate, Arsenate und Vanadate“ und dort in die Abteilung „Phosphate usw. mit zusätzlichen Anionen; ohne H2O“ ein. Diese ist allerdings weiter unterteilt nach der relativen Größe der beteiligten Kationen und dem Stoffmengenverhältnis der zusätzlichen Anionen zum Phosphat-, Arsenat- beziehungsweise Vanadatkomplex. Das Mineral ist entsprechend seiner Zusammensetzung in der Unterabteilung „Mit ausschließlich mittelgroßen Kationen; (OH usw.) : RO4 ≤ 1 : 1“ zu finden, wo es zusammen mit Joosteit, Staněkit, Triploidit, Wagnerit und Wolfeit die „Triploiditgruppe“ mit der Systemnummer 8.BB.15 bildet.
In der vorwiegend im englischen Sprachraum gebräuchlichen Systematik der Minerale nach Dana hat Sarkinit die System- und Mineralnummer 41.06.03.03. Das entspricht ebenfalls der Klasse der „Phosphate, Arsenate und Vanadate“ und dort der Abteilung „Wasserfreie Phosphate etc., mit Hydroxyl oder Halogen“. Hier findet er sich innerhalb der Unterabteilung „Wasserfreie Phosphate etc., mit Hydroxyl oder Halogen mit (A)2(XO4)Zq“ in der  „Wolfeitgruppe“, in der auch Wolfeit, Triploidit, Staněkit und Joosteit eingeordnet sind.

## Chemismus
In der idealen, stoffreinen Zusammensetzung von Sarkinit (Mn2(AsO4)(OH)) besteht das Mineral im Verhältnis aus je zwei Teilen Mangan (Mn), einem Teil Arsen (As), fünf Teilen Sauerstoff (O) und einem Teil Wasserstoff (H) pro Formeleinheit. Dies entspricht einem Massenanteil (Gewichtsprozent) von 41,34 Gew.-% Mn, 28,19 Gew.-% As, 30,10 Gew.-% O und 0,38 Gew.-% H oder in der Oxidform 53,38 Gew.-% Mangan(II)-oxid (MnO), 43,24 Gew.-% Arsen(V)-oxid (As2O5) und 3,39 Gew.-% H2O.
Bei natürlichen Sarkiniten können diese Werte je nach Bildungsbedingungen (Stofftransport) und möglichen Fremdbeimengungen oder Einschlüssen in geringem Umfang abweichen. So ergab die Analyse des Typmaterials aus der Grube Harstigen eine Zusammensetzung mit 51,60 Gew.-% MnO, 41,60 Gew.-% As2O5 und 3,06 Gew.-% H2O sowie zusätzlich 1,40 Gew.-% Calciumoxid (CaO), 0,98 Gew.-% Magnesiumoxid (MgO), 0,76 Gew.-% Kohlenstoffdioxid (CO2), 0,25 Gew.-% Blei(II)-oxid (PbO), 0,21 Gew.-% Phosphorpentoxid (P2O5), 0,13 Gew.-% Eisen(II)-oxid (FeO) und 0,38 Gew.-% nicht weiter aufgeschlüsselte Beimengungen.
Eine weitere, mit der Elektronenmikrosonde durchgeführte Analyse an Sarkinitproben aus Långban (ebenfalls Gemeinde Filipstad) ergab eine Zusammensetzung von 51,77 Gew.-% MnO, 44,09 Gew.-% As2O5 und einen ermittelten Wassergehalt von [3,40] Gew.-% sowie zusätzlich 0,29 Gew.-% CaO, 0,19 Gew.-% MgO, 0,15 Gew.-% Zinkoxid (ZnO), 0,02 Gew.-% FeO und 0,01 Gew.-% Kupfer(II)-oxid (CuO). Diese Werte entsprechen der empirischen Formel (Mn1,93Ca0,01Mg0,01)Σ=1,95(AsO4)1,02(OH), die zur oben genannten Formel idealisiert wurde.

## Kristallstruktur
Sarkinit kristallisiert in der monoklinen Raumgruppe P21/a (Raumgruppen-Nr. 14, Stellung 3) mit den Gitterparametern a = 12,78 Å; b = 13,60 Å; c = 10,21 Å und β = 108,9° sowie 16 Formeleinheiten pro Elementarzelle.

## Modifikationen und Varietäten
Die Verbindung Mn2[OH|AsO4] ist dimorph und kommt in der Natur neben dem monoklin kristallisierenden Sarkinit noch als orthorhombisch kristallisierender Eveit vor.

## Bildung und Fundorte

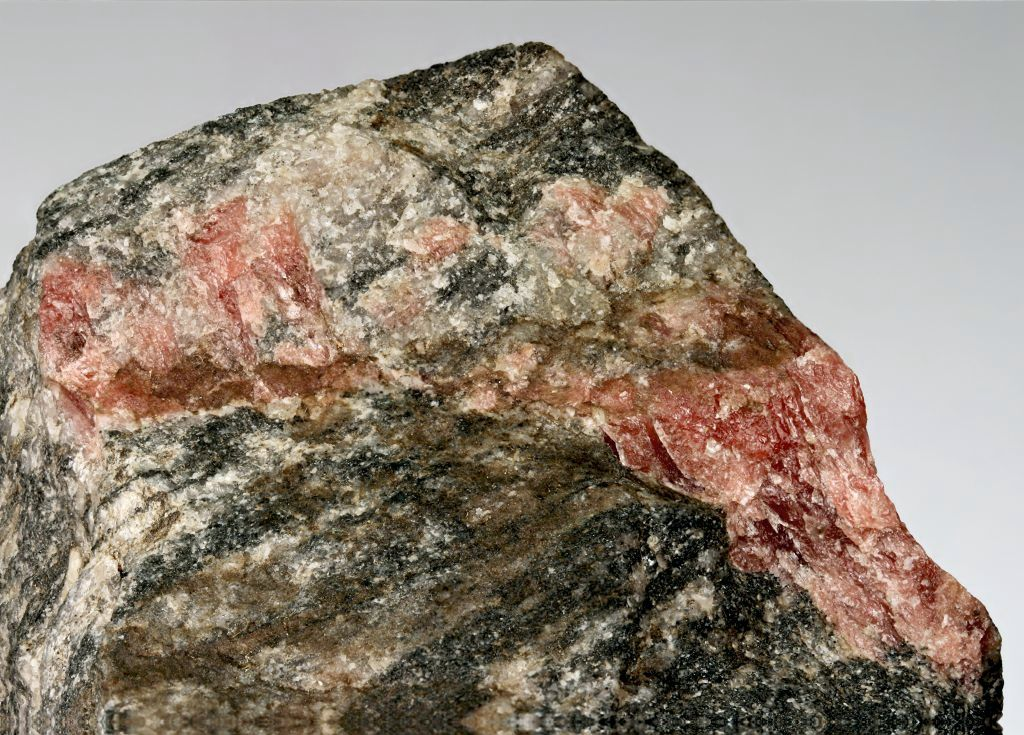
Fleischroter Sarkinit in Matrix aus Långban, Schweden

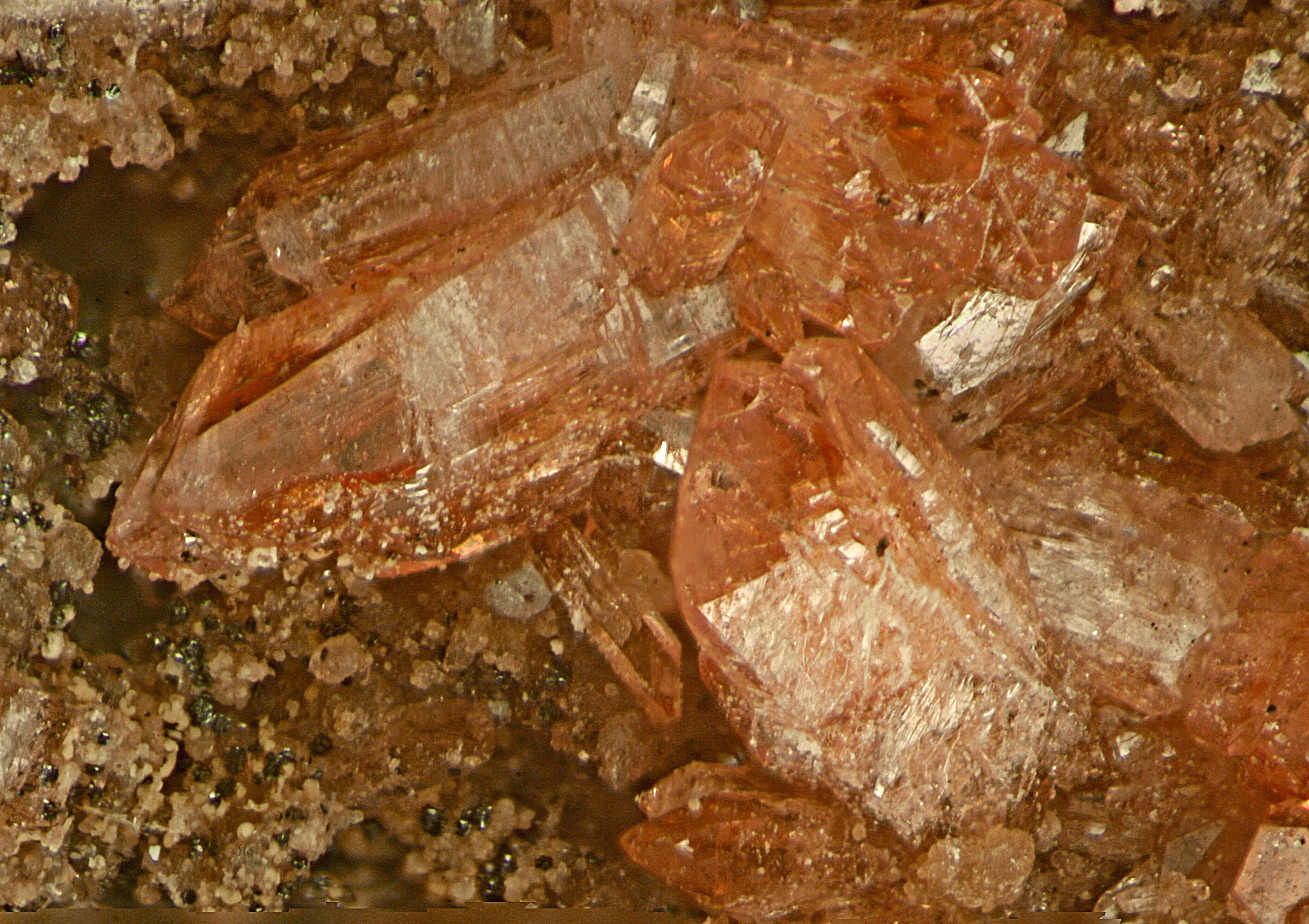
Rosafarbener Sarkinitkristalle aus Sterling Hill, New Jersey, USA (Sichtfeld: 3,3 × 2,4 mm)

An seiner Typlokalität im Bergwerk Harstigen bildete sich Sarkinit in metamorphisierten Fe-Mn-Erzvorkommen. Als Begleitminerale fanden sich hier unter anderem die Manganminerale Bementit und Brandtit, aber auch Baryt, Calcit und gediegen Blei. Weitere bisher bekannte Fundorte in Schweden sind außer Harstigen und der bereits genannten Erzlagerstätte Långban in Värmland, die Sjögruvan bei Grythyttan (Gemeinde Hällefors) im Örebro län, die Grube Unga Assersorskan in der Gemeinde Norberg im Västmanlands län und die Grube Kesebol im Strandhem-Erzfeld bei Åmål im Västra Götalands län.
In Österreich fand sich das Mineral in manganreichen Linsen von quarzitischen Chloritschiefern im Ködnitztal in Tirol, wo es in Paragenese mit Pyroxmangit, Rhodochrosit, Rhodonit, Spessartin, Tephroit und Tiragalloit auftritt. Daneben kennt man Sarkinit aber auch von der Wunspitze im Timmelbachtal, vom Navisbach im gleichnamigen Tal und vom Mislkopf (auch Mieslkopf) bei Pfons in Tirol sowie von der Fuchsalm bei Tweng in Salzburg.
In der Schweiz konnte Sarkinit bisher nur in der Grube Falotta am gleichnamigen Berg in der Gemeinde Tinizong-Rona zusammen mit Grischunit, manganhaltigem Berzeliit, Brandtit, Braunit, Rhodochrosit, Tilasit sowie auf der Tanatz Alp nahe Splügen GR im Kanton Graubünden und am Pipji-Gletscher bei Pipjitälli im Turtmanntal im Kanton Wallis gefunden werden.
In den metamorphisierten Zinkerzschichten am Sterling Hill nahe Ogdensburg im Sussex County des US-Bundesstaates New Jersey trat Sarkinit ebenfalls mit Brandtit, Baryt und Rhodochrosit, aber auch mit Adamin, Allactit, Euchroit, Eveit, Kraisslit, gediegen Kupfer, Parabrandtit, Serpierit und Willemit sowie verschiedenen Manganoxiden vergesellschaftet auf.
Weitere Fundorte liegen unter anderem in Australien, Bulgarien, Frankreich, Italien, Japan, Kasachstan, Rumänien, der Slowakei.